# Olethreutini
De Olethreutini zijn een geslachtengroep van vlinders uit de onderfamilie Olethreutinae van de familie bladrollers (Tortricidae).

## Taxonomie
De groep bevat de volgende geslachten:

- Acantheucosma Diakonoff, 1988
- Actinocentra Diakonoff, 1973
- Afrocostosa Aarvik, 2004
- Afroploce Aarvik, 2004
- Afrothreutes Aarvik, 2004
- Ahmosia Heinrich, 1926
- Alexiloga Meyrick, 1922
- Antaeola Diakonoff, 1973
- Antehermenias Rose, Pooni & Pathania, 2005
- Antirrhopa Diakonoff, 1973
- Apolobesia Diakonoff, 1954
- Apotomis Hübner, 1825
- Apsidophora Diakonoff, 1973
- Arcesis Diakonoff, 1983
- Archilobesia Diakonoff, 1966
- Argyroploce Hübner, 1825
- Asaphistis Meyrick, 1909
- Astronauta Diakonoff, 1983
- Aterpia Guenée, 1845
- Atriscripta Horak, 2006
- Atrypsiastis Meyrick, 1932
- Baburia Koçak, 1981
- Basigonia Diakonoff, 1983
- Bucephalacra Diakonoff, 1970
- Cacocharis Walsingham, 1892
- Capricornia Obraztsov, 1960
- Celypha Hübner, 1825
- Cephalophyes Diakonoff, 1973
- Cnecidophora Horak, 2006
- Cosmopoda Diakonoff, 1981
- Cosmorrhyncha Meyrick, 1913
- Costosa Diakonoff, 1968
- Cymolomia Lederer, 1859
- Dactylioglypha Diakonoff, 1973
- Demeijerella Diakonoff, 1954
- Dicephalarcha Diakonoff, 1973
- Dolichohedya Diakonoff, 1970
- Dudua Walker, 1864
- Dynatorhaba Diakonoff, 1973
- Dynatorhabda Diakonoff, 1973
- Eccopsis Zeller, 1852
- Engelana Diakonoff, 1968
- Episimus Walsingham, 1892
- Eppihus Razowski, 2006
- Eremas Turner, 1945
- Eubrochoneura Diakonoff, 1966
- Eudemis Hübner, 1825
- Eudemopsis Falkovitsh, 1962
- Eumarozia Heinrich, 1926
- Euobraztsovia Diakonoff, 1966
- Evora Heinrich, 1926
- Fansipaniana Razowski, 2009
- Geita Aarvik, 2004
- Gibbalaria Brown & Aarvik, 2023
- Gnathmocerodes Diakonoff, 1968
- Gonomomera Diakonoff, 1973
- Hedya Hübner, 1825
- Hilaroptila Diakonoff, 1970
- Hopliteccopsis Diakonoff, 1963
- Hoplitendemis Diakonoff, 1973
- Hystrichoscelus Walsingham, 1900
- Lepidunca Diakonoff, 1984
- Lipsotelus Walsingham, 1900
- Megalomacha Diakonoff, 1960
- Megalota Diakonoff, 1966
- Meiligma Diakonoff, 1973
- Mesocharis Diakonoff, 1981
- Metendothenia Diakonoff, 1972
- Metrioglypha Diakonoff, 1966
- Neopotamia Diakonoff, 1973
- Neorrhyncha Aarvik, 2004
- Neostatherotis Oku, 1974
- Nepheloploce Razowski in Razowski, Aarvik & de Prins, 2010
- Niphadophylax Diakonoff, 1992
- Oestropa Diakonoff, 1973
- Olethreutes Hübner, 1822
- Omiostola Meyrick, 1922
- Ophiorrhabda Diakonoff, 1966
- Orientophiaris Kuznetzov, 1999
- Orthotaenia Stephens, 1829
- Oxysemaphora Diakonoff, 1973
- Palaeomorpha Diakonoff, 1973
- Paraeccopsis Aarvik, 2004
- Paralobesia Obraztsov, 1953
- Pelatea Guenée, 1845
- Penthostola Diakonoff, 1978
- Phaecadophora Walsingham, 1900
- Phaecasiophora Grote, 1873
- Phaulacantha Diakonoff, 1973
- Phiaris Hübner, 1825
- Piniphila Falkovitsh, 1962
- Podognatha Diakonoff, 1966
- Pomatophora Diakonoff, 1973
- Pristerognatha Obraztsov, 1960
- Promodra Razowski, 2008
- Prophaecasia Diakonoff, 1973
- Proschistis Meyrick, 1907
- Psegmatica Meyrick, 1930
- Pseudohedya Falkovitsh, 1962
- Pseudohermenias Obraztsov, 1960
- Pseudosciaphila Obraztsov, 1966
- Psilacantha Diakonoff, 1966
- Recaraceria Razowski, 2010
- Rhectogonia Diakonoff, 1966
- Rhodacra Diakonoff, 1973
- Rhodocosmaria Diakonoff, 1973
- Rhopaltriplasia Diakonoff, 1973
- Rudisociaria Falkovitsh, 1962
- Rufeccopsis Razowski, 2008
- Sambara Aarvik, 2004
- Selenodes Guenée, 1845
- Semniotes Diakonoff, 1973
- Semutophila Maschwitz, Dumpert & Tuck, 1986
- Sisona Snellen, 1901
- Socioplana Diakonoff, 1983
- Sorolopha Lower, 1901
- Stalagmocroca Diakonoff, 1973
- Statheromeris Diakonoff, 1973
- Statherotis Meyrick, 1909
- Statherotmantis Diakonoff, 1973
- Statherotoxys Diakonoff, 1973
- Stenentoma Diakonoff, 1969
- Stictea Guenée, 1845
- Sycacantha Diakonoff, 1959
- Syricoris Treitschke, 1829
- Taiteccopsis Razowski, 2012
- Teleta Diakonoff, 1966
- Temnolopha Lower, 1901
- Theorica Diakonoff, 1966
- Tisma Razowski, 2014
- Trachyschistis Meyrick, 1921
- Triheteracra Diakonoff, 1971
- Tsinilla Heinrich, 1931
- Xenolepis Diakonoff, 1973
- Xenopotamia Diakonoff, 1983
- Zellereccopsis Razowski, 2008
- Zomaria Heinrich, 1926
- Zomariana Diakonoff, 1984